# Cataulacus kenyensis
Cataulacus kenyensis är en myrart som beskrevs av Santschi 1935. Cataulacus kenyensis ingår i släktet Cataulacus och familjen myror. Inga underarter finns listade.